# HTML5 Audio
HTML5 АУДИО HTML5 спецификација, која се бави аудио улазом, репродукцијом, синтезом, као и препознавањем гласа у прегледачу.

## <audio>елемент
<audio> елемент представља звук, или аудио стрим. Често се користи за репродукцију једног аудио датотека на веб страни, приказујући GUI widget са пусти/паузирај/контролу јачине звука.
```
<
audio
>
 елемент има следеће атрибуте:
```

- глобалне атрибуте (accesskey; class; contenteditable; contextmenu; style; tabindex; title; translate)
- = "autoplay" или "" (empty string) или празно
Даје инстрилцију УA да аутоматски почне да репродукује аудио стрим чим буде у могућности без заустављања.
- = "none" или "metadata" или "auto" или "" (empty string) или празно
  - "": Наговештава kорисничком агенту да се од корисника не очекује да му треба аудио стрим, или да је пожељно да минимизује беспотребан проток.
  - "": Наговештава Корисничком агенту да се од корисника не очекује да му треба аудио стрим, али да је памћење података који га описују(трајање) пожељно.
  - "": Наговештава Корисничком агенту да је пожељно преузимање целог аудио стрима.
- = "" или "" (empty string) или празно 
Командује корисничком агенту да открије кориснички интерфејс за контролу аудио стрима.
- = "" или "" (empty string) или празно 
Командује корисничком агенту да се врати на почетак аудио стрима када дође до краја.
- = ниска
Командује корисничком агенту да повеже више видеа и/или аудио стримова заједно.
- = "" или "" (empty string) или празно
Представљa подразумевано стање аудио стрима са могућем преклапањем корисничких преференци.
- = не-празна[URL] потенцијално са размацима 
Адреса аудио стрима.

Пример:
```
<
audio
 
controls
>

  
<
source
 
src
=
"http://media.w3.org/2010/07/bunny/04-Death_Becomes_Fur.mp4"
 
type
=
'audio/mp4'
 
/>

  
<
source
 
src
=
"http://media.w3.org/2010/07/bunny/04-Death_Becomes_Fur.oga"
 
type
=
'audio/ogg; codecs=vorbis'
 
/>

  
<
p
>
Ваш кориснички агент не подржава HTML5 Audio елемент.
</
p
>

</
audio
>

```

### Подржани прегледачи
- На компјутеру
  - Гугл Хром
  - Интернет експлорер 9
  - Мозила фајерфокс 3.5
  - Опера 10.5
  - Сафари 3.1[3]
- На мобилном телефону
  - Андроид Прегледач 2.3
  - Блекбери Прегледач
  - Гугл Хром за андроид
  - Интернет Експлорер за мобилни 9
  - Сафари за мобилни 4[3]
  - Мозила фајерфокс за андроид
  - Опера за мобилни 11
  - Тизен

### Подржани формати аудио кодирања
Ова табела садржи тренутну подршку за формате аудио кодирања за<audio> елемент.
| Претраживач        | Оперативни систем | Формати подржани од стране раличитих веб прегледача | Формати подржани од стране раличитих веб прегледача | Формати подржани од стране раличитих веб прегледача | Формати подржани од стране раличитих веб прегледача | Формати подржани од стране раличитих веб прегледача | Формати подржани од стране раличитих веб прегледача | Формати подржани од стране раличитих веб прегледача |
| Претраживач        | Оперативни систем | Ogg Vorbis                                          | WAV ИКМ                                             | MP3                                                 | AAC                                                 | WebM Vorbis                                         | Ogg Opus                                            | WebM Opus                                           |
| ------------------ | ----------------- | --------------------------------------------------- | --------------------------------------------------- | --------------------------------------------------- | --------------------------------------------------- | --------------------------------------------------- | --------------------------------------------------- | --------------------------------------------------- |
| Гугл Хром          | Све подржано      | 9                                                   | Да                                                  | Да                                                  | Да (укључујући AacPlus)                             | Да                                                  | 25 (од v31 in Windows)                              | Да                                                  |
| Интернет експлорер | Windows           | Не                                                  | Не                                                  | 9                                                   | 9                                                   | Не                                                  | Не                                                  | Не                                                  |
| Мозила фајерфокс   | Све подржава      | 3.5                                                 | 3.5                                                 | OS zavisni                                          | OS zavisni                                          | 4.0                                                 | 15.0                                                | 28.0                                                |
| Опера              | Сви подржани      | 10.50                                               | 11.00                                               | OS zavisni                                          | OS zavisni                                          | 10.60                                               | 14                                                  | Да                                                  |
| Сафари             | OS X              | Мануална инсталација                                | 3.1                                                 | 3.1                                                 | 3.1 (укључује AacPlus)                              | Не                                                  | Не                                                  | Не                                                  |

HTML5 аудио, као и HTML5 video, су усвојени од стране прегледача бесплатних и патентираних формата. У 2007. години, препорука за коришћење Vorbisa је била повучена из спецификација W3C као и коришћење Ogg Theora, наводећи као недостатак формата прихваћеност од стране свих водећих веб прегледача.
Apple и Microsoft, који су заузимали 39% веб тржишта, подржавају ISO/IEC формате AAC и старије MP3.
Мозила и Опера, контролишући 24% тржишта, подржавају слободан и отворен, Vorbis формат у Ogg и WebM садржајима, и критикују патентиране MP3 and AAC, који су загарантовани да буду “не-бесплатни”.
Гугл, контролишући 27% тржишта, је до сад обезбедио подршку за све могуће формате.
Гецко-засноване апликације и Safari такође подржавају PCM аудио у WAVE садржају.
У 2012. години, слободан и отворен Опус формат је објављен и стандардизован од стране ИИОГ. Подржан је од стране Mozilla софтвера још од Gecko верзије 15.

## Веб аудио AПИ и Медиа-стрим AПИ Обрада
Веб аудио AПИ спецификација развијена од стране W3C описује висок степен JavaScript AПИ за обраду и синтезу аудио и веб апликација. Основна парадигма је аудио рутирајући граф, где је број објеката аудио чвора су повезани ѕаједно да дефинишу целокупни аудио рендеровање. Сама обрада це првобитно да се одвија у оквиру имплементације (типично оптимизован Асемблер / C / C++ код), али директна JavaScript обрада и синтеза је такође подржана.
Мозила фајерфокс прегледач имплементира сличне аудио-дата AПИ екстензије још од верзије 4, имплементиране 2010. године и пуштене у рад 2011. године, али Мозила упозорава да је не-стандрардна и застарела, и уместо препоручује Веб аудио AПИ.
Неке библиотеке JavaScript аудио обраде и синтезе као што су Audiolet Архивирано на веб-сајту  (4. јул 2012) подржавају оба AПИ-а.
W3C Audio Working Group такође разматра Медиа-стрим AПИ Обрада спецификацију развијену од стране Мозиле.
Као додатак аудио обраде и миксовања, обухвата општије медиа-стримове, укључујући синхронизацију са HTML елементима, хватање аудио и видео стримова, и п2п- рутирање таквих медиа стримова.

### Подржани прегледачи
- Компјутер
  - Гугл Хром 10[14] (Омогућено од верзије 14[15])
  - Мозила фајерфокс 23 (Омогућено од верзије 25)
  - Опера 15
  - Сафари 6
- Мобилни телефон
  - Гугл Хром за Андроид 28 (Омогућено од верзије 29)
  - Сафари (мобилна верзија) 6 (Има забрану за коришћење (Мутовано осим ако корисник зове))
  - Мозила фајерфокс 23 (Омогућено од верзије 25)
  - Тизен

## Веб говорни AПИ
Веб говорни AПИ циљa на то да омогући алтернативни уносни метод за веб апликације (без коришћења тастатуре).
Са овим AПИ-јем, девелопери могу веб апликацијама да омогуће пребацивање говора у текст, са микрофона компјутера. Снимљени аудио се шаље на говорне сервере за транскрипцију, после чега се текст исписује за корисника. Сам AПИ може да подржи и серверски засновани као и уграђен механизам препознавања.
HTML група за говор је предложила имплементацију адуио-говорне технологије у прегледачима у универзалној форми. AПИ садржи оба:
- AПИ говорног уноса
- Текст-у-говор AПИ

Гугл је интегрисао ову могућност у Гугл Хром, марта 2011. године. Допуштајући својим корисницима претрагу веба сопственим гласом са следећим кодом:
```
<
script
 
type
=
"application/javascript"
>

    
function
 
startSearch
(
event
)
 
{

        
event
.
target
.
form
.
submit
;

    
}

</
script
>

<
form
 
action
=
"http://www.google.com/search"
>

  
<
input
 
type
=
"search"
 
name
=
"q"
 
speech
 
required
 
onspeechchange
=
"startSearch"
>

</
form
>

```

### Подржани прегледачи
- Гугл Хром 25 па надаље
- Сафари 6.1 па надаље- (ДЕЛИМИЧНО) Само говорна синтеза